# Estadio Victoriano López Coco
Estadio Victoriano López Coco – stadion piłkarski w osiedlu Boca del Monte (aglomeracja miasta Gwatemala), w Gwatemali. Obiekt może pomieścić 3000 widzów i posiada nawierzchnię ziemną (bez murawy). Swoje spotkania rozgrywają na nim piłkarze klubu Boca del Monte FC. Stadion został nazwany imieniem Victoriano Lópeza Coco, zwycięzcy 2. edycji półmaratonu w Cobán w 1976 roku (dokonał tego jako pierwszy Gwatemalczyk).